# Candidature olimpiche italiane
Con candidature olimpiche italiane si intendono tutte le località d'Italia che hanno preso parte ai processi di selezione per l'organizzazione dei Giochi olimpici (estivi, invernali, giovanili). In totale le Olimpiadi si sono svolte finora in tre diverse città italiane: le olimpiadi estive di Roma 1960 e le olimpiadi invernali di Cortina d'Ampezzo 1956 e Torino 2006. In futuro, si svolgeranno in Italia le olimpiadi invernali di Milano-Cortina d'Ampezzo 2026 e le olimpiadi giovanili invernali di Dolomiti-Valtellina 2028.

## Lista delle candidature
Legenda colori:

           Giochi assegnati all'Italia del CIO

           Giochi assegnati all'Italia dal CIO, ma non disputati

           Candidature ufficializzate al CIO, ma ritirate nelle successive fase della candidatura o perdenti in fase di selezione

### Giochi Olimpici
| Giochi olimpici estivi                                     | Giochi olimpici estivi | Giochi olimpici estivi      | Giochi olimpici estivi                                                                              | Giochi olimpici estivi |
| Edizione dei Giochi                                        | Anno                   | Località italiane candidate | Risultato della candidatura                                                                         | Dettagli               |
| ---------------------------------------------------------- | ---------------------- | --------------------------- | --------------------------------------------------------------------------------------------------- | ---------------------- |
| Giochi della I Olimpiade                                   | 1896                   | -                           | -                                                                                                   | -                      |
| Giochi della II Olimpiade                                  | 1900                   | -                           | -                                                                                                   | -                      |
| Giochi della III Olimpiade                                 | 1904                   | -                           | -                                                                                                   | -                      |
| Giochi della IV Olimpiade                                  | 1908                   | Roma                        | Assegnazione dei giochi                                                                             | Dettaglio              |
| Giochi della IV Olimpiade                                  | 1908                   | Milano                      | Mai ufficializzata al CIO                                                                           |                        |
| Giochi della IV Olimpiade                                  | 1908                   | Torino                      | Mai ufficializzata al CIO                                                                           |                        |
| Giochi della V Olimpiade                                   | 1912                   | -                           | -                                                                                                   | -                      |
| Giochi della VI Olimpiade                                  | 1916                   | -                           | -                                                                                                   | -                      |
| Giochi della VII Olimpiade                                 | 1920                   | Roma                        | Non selezionata                                                                                     | Dettaglio              |
| Giochi della VIII Olimpiade Giochi della IX Olimpiade      | 1924 1928              | Roma                        | Non selezionata                                                                                     | Dettaglio              |
| Giochi della X Olimpiade                                   | 1932                   | -                           | -                                                                                                   | -                      |
| Giochi della XI Olimpiade                                  | 1936                   | Roma                        | Ufficializzata dal CONI al CIO e ritirata prima della selezione finale                              | Dettaglio              |
| Giochi della XII Olimpiade                                 | 1940                   | Roma                        | Ufficializzata dal CONI al CIO e ritirata prima della selezione finale                              | Dettaglio              |
| Giochi della XIII Olimpiade                                | 1944                   | Roma                        | Ufficializzata dal CONI al CIO e arrivata 2ª, dietro Londra, nella votazione della selezione finale | Dettaglio              |
| Giochi della XIV Olimpiade                                 | 1948                   | -                           | -                                                                                                   | -                      |
| Giochi della XV Olimpiade                                  | 1952                   | -                           | -                                                                                                   | -                      |
| Giochi della XVI Olimpiade                                 | 1956                   | -                           | -                                                                                                   | -                      |
| Giochi della XVII Olimpiade                                | 1960                   | Roma                        | Assegnazione dei giochi                                                                             | Dettaglio              |
| Giochi della XVIII Olimpiade                               | 1964                   | -                           | -                                                                                                   | -                      |
| Giochi della XIX Olimpiade                                 | 1968                   | -                           | -                                                                                                   | -                      |
| Giochi della XX Olimpiade                                  | 1972                   | -                           | -                                                                                                   | -                      |
| Giochi della XXI Olimpiade                                 | 1976                   | Firenze                     | Ufficializzata dal CONI al CIO e ritirata prima della selezione finale                              | Dettaglio              |
| Giochi della XXII Olimpiade                                | 1980                   | -                           | -                                                                                                   | -                      |
| Giochi della XXIII Olimpiade                               | 1984                   | -                           | -                                                                                                   | -                      |
| Giochi della XXIV Olimpiade                                | 1988                   | -                           | -                                                                                                   | -                      |
| Giochi della XXV Olimpiade                                 | 1992                   | Roma                        | -                                                                                                   | -                      |
| Giochi della XXV Olimpiade                                 | 1992                   | Milano                      | -                                                                                                   | -                      |
| Giochi della XXVI Olimpiade                                | 1996                   | -                           | -                                                                                                   | -                      |
| Giochi della XXVII Olimpiade                               | 2000                   | Milano                      | Ufficializzata dal CONI al CIO e ritirata prima della selezione finale                              | Dettaglio              |
| Giochi della XXVIII Olimpiade                              | 2004                   | Roma                        | Ufficializzata dal CONI al CIO e sconfitta al ballottaggio finale con Atene della selezione         | Dettaglio              |
| Giochi della XXVIII Olimpiade                              | 2004                   | Milano                      | Proposta e bocciata dal CONI                                                                        |                        |
| Giochi della XXVIII Olimpiade                              | 2004                   | Sicilia                     | |                        |
| Giochi della XXIX Olimpiade                                | 2008                   | -                           | -                                                                                                   | -                      |
| Giochi della XXX Olimpiade                                 | 2012                   | -                           | -                                                                                                   | -                      |
| Giochi della XXXI Olimpiade                                | 2016                   | -                           | -                                                                                                   | -                      |
| Giochi della XXXII Olimpiade                               | 2020                   | Roma                        | Ufficializzata dal CONI ma non presentata al CIO                                                    | Dettaglio              |
| Giochi della XXXII Olimpiade                               | 2020                   | Venezia                     | Proposta e bocciata dal CONI                                                                        |                        |
| Giochi della XXXIII Olimpiade Giochi della XXXIV Olimpiade | 2024 2028              | Roma                        | Ufficializzata dal CONI al CIO e ritirata nella seconda fase di candidatura                         | Dettaglio              |
| Giochi della XXXIV Olimpiade                               | 2032                   | -                           | -                                                                                                   | -                      |

| Giochi olimpici invernali       | Giochi olimpici invernali | Giochi olimpici invernali       | Giochi olimpici invernali                                                                                | Giochi olimpici invernali |
| Edizione dei Giochi             | Anno                      | Località italiane candidate     | Risultato della candidatura                                                                              | Dettagli                  |
| ------------------------------- | ------------------------- | ------------------------------- | --- | ------------------------- |
| I Giochi olimpici invernali     | 1924                      | -                               | - | -                         |
| II Giochi olimpici invernali    | 1928                      | -                               | - | -                         |
| III Giochi olimpici invernali   | 1932                      | -                               | - | -                         |
| IV Giochi olimpici invernali    | 1936                      | -                               | - | -                         |
| V Giochi olimpici invernali     | 1940                      | -                               | - | -                         |
| VI Giochi olimpici invernali    | 1944                      | Cortina d'Ampezzo               | Assegnazione dei giochi                                                                                  | Dettaglio                 |
| V Giochi olimpici invernali     | 1948                      | -                               | - | -                         |
| VI Giochi olimpici invernali    | 1952                      | Cortina d'Ampezzo               | Ufficializzata dal CONI al CIO e arrivata 2ª, dietro Oslo, nella votazione della selezione finale        | Dettaglio                 |
| VII Giochi olimpici invernali   | 1956                      | Cortina d'Ampezzo               | Assegnazione dei giochi                                                                                  | Dettaglio                 |
| VIII Giochi olimpici invernali  | 1960                      | -                               | - | -                         |
| IX Giochi olimpici invernali    | 1964                      | -                               | - | -                         |
| X Giochi olimpici invernali     | 1968                      | -                               | - | -                         |
| XI Giochi olimpici invernali    | 1972                      | -                               | - | -                         |
| XII Giochi olimpici invernali   | 1976                      | -                               | - | -                         |
| XIII Giochi olimpici invernali  | 1980                      | -                               | - | -                         |
| XIV Giochi olimpici invernali   | 1984                      | -                               | - | -                         |
| XV Giochi olimpici invernali    | 1988                      | Cortina d'Ampezzo               | Ufficializzata dal CONI al CIO ed eliminata alla 1ª votazione della selezione finale                     | Dettaglio                 |
| XVI Giochi olimpici invernali   | 1992                      | Cortina d'Ampezzo               | Ufficializzata dal CONI al CIO ed eliminata alla 3ª votazione della selezione finale                     | Dettaglio                 |
| XVI Giochi olimpici invernali   | 1992                      | Torino                          | |                           |
| XVI Giochi olimpici invernali   | 1992                      | Valle d'Aosta                   | |                           |
| XVII Giochi olimpici invernali  | 1994                      | -                               | - | -                         |
| XVIII Giochi olimpici invernali | 1998                      | Aosta                           | Ufficializzata dal CONI al CIO ed eliminata nel ballottaggio dopo la 1ª votazione della selezione finale | Dettaglio                 |
| XIX Giochi olimpici invernali   | 2002                      | Tarvisio                        | Ufficializzata dal CONI al CIO ed eliminata prima della selezione finale                                 | Dettaglio                 |
| XIX Giochi olimpici invernali   | 2002                      | Aosta                           | |                           |
| XX Giochi olimpici invernali    | 2006                      | Torino                          | Assegnazione dei giochi                                                                                  | Dettaglio                 |
| XX Giochi olimpici invernali    | 2006                      | Venezia                         | Proposta e bocciata dal CONI                                                                             |                           |
| XX Giochi olimpici invernali    | 2006                      | Tarvisio                        | |                           |
| XXI Giochi olimpici invernali   | 2010                      | -                               | - | -                         |
| XXII Giochi olimpici invernali  | 2014                      | -                               | - | -                         |
| XXIII Giochi olimpici invernali | 2018                      | -                               | - | -                         |
| XXIV Giochi olimpici invernali  | 2022                      | -                               | - | -                         |
| XXV Giochi olimpici invernali   | 2026                      | Milano-Cortina d'Ampezzo        | Assegnazione dei giochi                                                                                  | Dettaglio                 |
| XXV Giochi olimpici invernali   | 2026                      | Torino                          | Proposta e bocciata dal CONI                                                                             |                           |
| XXV Giochi olimpici invernali   | 2026                      | Milano-Torino-Cortina d'Ampezzo | Ufficializzata dal CONI ma non presentata al CIO                                                         |                           |
| XXVI Giochi olimpici invernali  | 2030                      | -                               | - | -                         |

### Giochi Olimpici Giovanili
| Giochi olimpici giovanili estivi     | Giochi olimpici giovanili estivi | Giochi olimpici giovanili estivi | Giochi olimpici giovanili estivi                                         | Giochi olimpici giovanili estivi |
| Edizione dei Giochi                  | Anno                             | Località italiane candidate      | Risultato della candidatura                                              | Dettagli                         |
| ------------------------------------ | -------------------------------- | -------------------------------- | ------------------------------------------------------------------------ | -------------------------------- |
| I Giochi olimpici giovanili estivi   | 2010                             | Torino                           | Ufficializzata dal CONI al CIO ed eliminata prima della selezione finale | Dettaglio                        |
| II Giochi olimpici giovanili estivi  | 2014                             | -                                | -                                                                        | -                                |
| III Giochi olimpici giovanili estivi | 2018                             | -                                | -                                                                        | -                                |
| IV Giochi olimpici giovanili estivi  | 2026                             | -                                | -                                                                        | -                                |
| V Giochi olimpici giovanili estivi   | 2030                             | -                                | -                                                                        | -                                |

| Giochi olimpici giovanili invernali     | Giochi olimpici giovanili invernali | Giochi olimpici giovanili invernali | Giochi olimpici giovanili invernali | Giochi olimpici giovanili invernali |
| Edizione dei Giochi                     | Anno                                | Località italiane candidate         | Risultato della candidatura         | Dettagli                            |
| --------------------------------------- | ----------------------------------- | ----------------------------------- | ----------------------------------- | ----------------------------------- |
| I Giochi olimpici giovanili invernali   | 2012                                | -                                   | -                                   | -                                   |
| II Giochi olimpici giovanili invernali  | 2016                                | -                                   | -                                   | -                                   |
| III Giochi olimpici giovanili invernali | 2020                                | -                                   | -                                   | -                                   |
| IV Giochi olimpici giovanili invernali  | 2024                                | -                                   | -                                   | -                                   |
| V Giochi olimpici giovanili invernali   | 2028                                | Dolomiti-Valtellina                 | Assegnazione dei Giochi             | -                                   |

## Riepilogo

### Candidature ufficializzate
| Località candidate       | Totale | GOE                                                                | GOI                              | YOE      | YOI      |
| ------------------------ | ------ | ------------------------------------------------------------------ | -------------------------------- | -------- | -------- |
| Roma                     | 9      | 8 (1908, 1920, 1924-1928, 1936, 1940, 1944, 1960, 2004, 2024-2028) | 0                                | 0        | 0        |
| Cortina d'Ampezzo        | 5      | 0                                                                  | 5 (1944, 1952, 1956, 1988, 1992) | 0        | 0        |
| Torino                   | 2      | 0                                                                  | 1 (2006)                         | 1 (2010) | 0        |
| Milano                   | 1      | 1 (2000)                                                           | 0                                | 0        | 0        |
| Milano-Cortina d'Ampezzo | 1      | 0                                                                  | 1 (2026)                         | 0        | 0        |
| Firenze                  | 1      | 1 (1976)                                                           | 0                                | 0        | 0        |
| Aosta                    | 1      | 0                                                                  | 1 (1998)                         | 0        | 0        |
| Tarvisio                 | 1      | 0                                                                  | 1 (2002)                         | 0        | 0        |
| Dolomiti-Valtellina      | 1      | 0                                                                  | 0                                | 0        | 1 (2028) |

### Assegnazioni
| Località assegnatarie    | Totale | GOE            | GOI            | YOE | YOI      |
| ------------------------ | ------ | -------------- | -------------- | --- | -------- |
| Roma                     | 2      | 2 (1908, 1960) | 0              | 0   | 0        |
| Cortina d'Ampezzo        | 2      | 0              | 2 (1944, 1956) | 0   | 0        |
| Torino                   | 1      | 0              | 1 (2006)       | 0   | 0        |
| Milano-Cortina d'Ampezzo | 1      | 0              | 1 (2026)       | 0   | 0        |
| Dolomiti-Valtellina      | 1      | 0              | 0              | 0   | 1 (2028) |